# Азовський район
Азовський район — один із районів Ростовської області Російської Федерації. Розташований на південному заході області і займає Південне узбережжя Таганрозької затоки та дельту річки Дон. Площа території — 2966,0 км². Населення — 93 579 (2010).

## Історія
Перші відомі поселення на території сучасного району датуються І-ІІІ століття — це Підазовське і Фортечне городища, що відносять до меотської культури площею відповідно 213 і 159 га. На початку IV століття за даними археологів городища були покинуті ймовірно внаслідок набігів кочових племен. Протягом століть через територію району проходив один із шляхів Великого шовкового шляху.
1067 рік вважається офіційною датою заснування міста Азов, сучасного районного центру, проте ця інформація не знаходять ані археологічних, ані літописних підтверджень. Натомість перша літописна згадка про місто Азов відноситься до 1269, в цей час місто називалося Азак-Тан, що входив до юрисдикції Золотої Орди.
1471 року Азов був взятий турками. Турки спорудили фортецю Азак, що перешкоджала шлях козакам в Азовське море для торгівлі. В 1637 фортеця була взята Донськими козаками та запорізькими, які утримували її протягом 5 років, проте 1642 через відмову у підтримці московського уряду вимушені були залишити її, зруйнувавши фортифікаційні укріплення.
Починаючи з 1695 року, Російська імперія здійснює спроби завоювання Азова, які завершуються остаточним успіхом в ході Російсько-турецької війни. З 1705 по 1725 роки Азов стає центром Азовської губернії, в 1725 однак центр губернії було перенесено до Воронежа і губернію перейменовано у Воронезьку.

### Сучасна історія
Як окрема територіально-адміністративна одиниця заснований 1924 року у складі Донського, а потім Таганрозького округів. 1935 року район був розділений на Азовський, Олександрівський та Самарський райони. В 1962 року Азовський район був збільшений спочатку за рахунок території Олександрівського та частини Батайського районів, а в 1963 року — за рахунок Самарського та Аксайського районів.
У роки Німецько-радянської війни з серпня 1942 по 8 лютого 1943 року, територія району була окупована німецько-фашистськими загарбниками.

## Адміністративний поділ
До складу Азовського району входять 18 сільських поселень, які включають в себе 53 хутори, 23 села, 21 селище, 1 роз'їзд і 1 станицю:
1. Олександрівське сільське поселення (село Олександрівка, хутір Червона Зоря, хутір Червона Поляна, селище Ленінський Лісгосп, хутір Нижня Козинка, хутір Хрістічево, хутір Циганки)
2. Єлизаветинське сільське поселення(інші мови) (хутір Обухівка, хутір Городище, хутір Дугін, станиця Єлизаветинська, хутір Козачий Єрик, хутір Колузаєво, хутір Коса, хутір Курган)
3. Єлизаветівське сільське поселення (село Єлизаветівка, селище Південний)
4. Задонське сільське поселення (хутір Задонський, селище Васильєво-Петровський, село Васильєво-Петровське, хутір Галаганівка, Хутір Ельбузд, хутір Єреміївка, хутір Зелений Мис, селище Каяльський, хутір Лівобережний, село Новотроїцьке, хутір Піщаний, хутір Перемога, хутір Степнянська)
5. Кагальницкий сільське поселення (село Кагальник, хутір Донський, селище Зелений, хутір Петровський, хутір Узяков)
6. Калинівське сільське поселення (хутір Гусарєва Балка, хутір Бірючий, хутір Більшовик, хутір Бурханівка, хутір Калинівка, селище Мечетний, селище Новомирський, селище Новий, селище Сонячний)
7. Красносадовське сільське поселення (селище Красний Сад, роз'їзд Койсугський)
8. Круглянське сільське поселення (село Кругле, село Стефанідінодар)
9. Кугейське сільське поселення (село Кугей, селище Межовий, хутір Метелев, селище Новополтавський, хутір Полтава Перша, хутір Полтава Друга, хутір Харківський, селище Чепрасовський)
10. Кулешовське сільське поселення (село Кулішівка, селище Тімірязєвський)
11. Маргарітовське сільське поселення (село Маргарітова, село Новомаргарітово, село Порт-Катон, селище Приморський, хутір Чумбур-Коса, хутір Юшкін)
12. Новоолександрівське сільське поселення (хутір Новоолександрівка, село Височина, хутір Міло-Яковлівка, хутір Павлівка, хутір Петрівка, село Платонов-Петрівка)
13. Обільненське сільське поселення (селище Овочеве, селище Койсуг, хутір Усть-Койсуг, хутір Шмат)
14. ОТРАДІВСЬКА сільське поселення (село Одрадівка, хутір Григорівка, хутір Кульбакин, хутір Марков, хутір Мечетка, село Орловка, хутір Платоновка, село Радянський Дар, хутір Сонине)
15. Пєшковське сільське поселення (село Пішкове, хутір Береговий, село Головатівка, село Займо-Обрив)
16. Рогожкінське сільське поселення (хутір Рогожкін, хутір Лагутнік, хутір Полушкин, селище Топольки)
17. Самарське сільське поселення (село Самарське, хутір Кочеванчік, село Новомиколаївка, селище Опорний, селище Суходільськ)
18. Семібалковське сільське поселення (село Семибалки, селище Знам'янка, хутір Павло-Очаково)